# Хопланн, Николай
Николай Сёйсет Хопланн (норв. Nikolai Søyset Hopland; род. 24 июля 2004, Олесунн, Мёре-ог-Ромсдал) — норвежский футболист, защитник нидерландского клуба «Херенвен».

## Клубная карьера
Хоплан — воспитанник клуба «Олесунн». 15 мая 2021 года в матче против «Брюне» он дебютировал в Первом дивизионе Норвегии. По итогам сезона Николай помог команде выйти в элиту. 23 апреля 2022 года в матче против «Одда» он дебютировал в Типпелиге. В том же году Хоплан на правах аренды перешёл в «Кристиансунн». 16 мая в матче против «Стрёмгодсет» он дебютировал за новую команду. По окончании аренды игрок вернулся в «Олесунн». 6 ноября в поединке против «Лиллестрёма» Николай забил свой первый гол за команду.
2 сентября 2024 года перешёл на правах аренды в нидерландский «Херенвен».

## Международная карьера
В 2023 году в составе юношеской сборной Норвегии Хопланн принял участие в юношеском чемпионате Европы на Мальте. На турнире он сыграл в матчах против команд Испании, Исландии, Греции и Португалии.